# Seven Fields
Seven Fields es un borough ubicado en el condado de Butler en el estado estadounidense de Pensilvania. En el año 2000 tenía una población de 1,986 habitantes y una densidad poblacional de 917 personas por km².

## Geografía
Seven Fields se encuentra ubicado en las coordenadas 40°41′11″N 80°3′48″O / 40.68639, -80.06333.

## Demografía
Según la Oficina del Censo en 2000 los ingresos medios por hogar en la localidad eran de $70,625 y los ingresos medios por familia eran $76,646. Los hombres tenían unos ingresos medios de $60,395 frente a los $35,595 para las mujeres. La renta per cápita para la localidad era de $29,215. Alrededor del 4.4% de la población estaba por debajo del umbral de pobreza.